# Сосновка (городской округ Озёры)
Сосно́вка — село в городском округе Озёры Московской области России.
До 2015 года относилось к сельскому поселению Клишинское, до муниципальной реформы 2006 года — центр Сосновского сельского округа. Население — 401 чел. (2010).

## География
Расположено в восточной части района, в 138 км от Московской кольцевой автодороги, на правом берегу реки Оки, примерно в 10 км к северо-востоку от города Озёры. В селе 6 улиц — Зелёная, Лесная, Новая, Пионерская, Советская и Школьная, зарегистрировано 2 садовых товарищества. Связано автобусным сообщением с районным центром.
В 3 км восточнее села находится городище «Ростиславль» (летописный город Ростиславль-Рязанский) — памятник археологии XII—XIII веков.

## Исторические сведения
Деревня Сосновка упоминается в рязанских платёжных книгах конца XVI века. В XVI—XVIII вв. в ней существовал небольшой Покровский мужской монастырь.
В 1784 году в Сосновке построен деревянный одноглавый Покровский храм с трапезной, а в 1895 году каменная однокупольная церковь Покрова Пресвятой Богородицы эклектичной архитектуры с колокольней (архитектор А. Ф. Крюгер), после чего Покровский храм был переосвящён во имя Всех Святых.
В «Списке населённых мест» 1862 года Сосновка — казённая деревня 1-го стана Зарайского уезда Рязанской губернии между Каширской дорогой и рекой Осётр, в 20 верстах от уездного города, при реке Оке, с 220 дворами и 1382 жителями (685 мужчин, 697 женщин).
По данным 1905 года село входило в состав Сенницкой волости Зарайского уезда, в селе были деревянная и каменная церкви, училище, 2 бумажных фабрики, проживало 2335 жителей (1140 мужчин, 1195 женщин), насчитывался 321 двор.
С 1929 года — населённый пункт в составе Озёрского района Коломенского округа Московской области. С 1930-го, в связи с упразднением округа, — в составе Озёрского района Московской области.
В 1930-х годах Всехсвятская и Покровская церкви были закрыты. В 1997 г. Покровская церковь вновь открыта и отремонтирована, Всехсвятская находится в аварийном состоянии и продолжает разрушаться. Обе церкви являются памятниками архитектуры местного значения.
- Всехсвятская церковь
- Покровская церковь

## Население
| 1859 | 1905  | 2002 | 2006 | 2010 |
| ---- | ----- | ---- | ---- | ---- |
| 1382 | ↗2335 | ↘393 | ↗412 | ↘401 |